# Roser Pérez Simó
Roser Pérez Simó (Barcelona, 1937 - 15 abril 2015) va ser una metgessa catalana, doctora en psiquiatria, fundadora del Centre d'Higiene Mental de les Corts i impulsora de la reforma psiquiàtrica a Catalunya.
Roser Pérez va cursar la carrera de medicina a la Universitat de Barcelona en un context polític desfavorable, la família tenia dificultats econòmiques a causa del tancament forçat del negoci editorial. Per aconseguir ingressos extres, va treballar d'auxiliar a la consulta del seu cosí, el reconegut pediatre Dr.Oriol Casasses Simó. El contacte amb els pacients i les seves pròpies vivències personals, de vegades difícils, li van despertar l'interès per les patologies psíquiques dels infants i adolescents.
Un cop acabada la carrera, va dur a terme la especialitat de psiquiatria i es va traslladar a París on es va especialitzar en les psicopatologies dels nens i els joves. Entre els anys 1969-1975, va treballar al centre Alfred Binet on hi havia aleshores els millors professionals i els recursos més adients per a l'atenció d'aquells joves pacients. Els seus referents van ser els professors René Diatkine i Serge Lebovicci. També va ser col·laboradora de l'Associació de Salut Mental de París i, a més de les tècniques diagnòstiques, va aprendre a aplicar els models efectius de coordinació entre els professionals de l'ensenyament i els departaments de justícia juvenil i benestar social.
El 1975 va fundar i dirigir a Barcelona el Centre d'Higiene Mental de les Corts, conjuntament amb Angels Ciutat i Conxita Boada. Entre 1982 i  1991 va treballar amb la Diputació de Barcelona desplegant un pla assistencial i de transferència de recursos a la Generalitat de Catalunya. Més tard i fins a la seva jubilació, va ser la cap del servei de psiquiatria i psicologia de l'hospital de Sant Juan de Déu. També va ser presidenta de la secció col·legial de psiquiatres del Col·legi de Metges de Barcelona, membre del Consell Assessor de Salut Mental i membre de l'Associació Catalana de Professionals de la Atenció Pública en la Salut Mental  AEN.
Va morir el 15 abril de 2015, als 77 anys.

## Obres
- Lo mejor y lo peor de la adolescencia. Cahoba Promociones y Ediciones ISBN 978-84-9832-065-7
- El desarrollo emocional de tu hijo. Ediciones Paidos 978-84-493-1